# Austin-Bergstrom International Airport
Austin–Bergstrom International Airport (IATA: AUS, ICAO: KAUS) is een belangrijke luchthaven in Austin, Texas. Austin–Bergstrom International Airport was in 2019 met 17 miljoen passagiers de op twee na drukste luchthaven van Texas, na Dallas/Fort Worth en George Bush (Houston). De luchthaven ligt in het zuidoosten van de Stad van Austin en bevindt zich ongeveer 8 kilometer ten zuidoosten van centrum. De luchthaven is eigendom van de Stad van Austin. De luchthaven ligt 165 meters boven zeeniveau en telt twee start- en landingsbanen en drie helipads.

## Geschiedenis
De bouw van de luchthaven begon in 1994 op het terrein van de voormalige Bergstrom Air Force Base. De luchtmachtbasis (en de moderne luchthaven) was vernoemd naar Kapitein John August Earl Bergstrom, wie deel uitmaakte van de 19e Bombardment Group, en in 1941 sneuvelde op Clark Field op de Filippijnen. Hij was de eerste van Austin die sneuvelde in de Tweede Wereldoorlog.
Austin-Bergstrom International Airport werd op 23 mei 1999 voor geopend, en Robert Mueller Municipal Airport permanent gesloten. Met de sluiting van de oude luchthaven, de IATA code AUS overgedragen van Robert Mueller Municipal Airport naar Austin-Bergstrom International Airport.

## Passagiersaantallen en aantal vliegtuigbewegingen
Vanwege een beveiligingsprobleem met de MediaWiki Graph-software is het momenteel niet mogelijk deze grafiek weer te geven. Zodra de software is bijgewerkt zal de grafiek vanzelf weer zichtbaar worden.

## Opererende luchtvaartmaatschappijen
Vanuit Austin–Bergstrom opereren (anno 2020) 17 (inter)continentale luchtvaartmaatschappijen voor passagiers- en vrachtvervoer. Ze vliegen van en naar Austin–Bergstrom.
| Maatschappij         | Land van oorsprong  |
| -------------------- | ------------------- |
| Aeroméxico           | Mexico              |
| Air Canada           | Canada              |
| Alaska Airlines      | Verenigde Staten    |
| Allegiant Air        | Verenigde Staten    |
| American Airlines    | Verenigde Staten    |
| British Airways      | Verenigd Koninkrijk |
| Delta Air Lines      | Verenigde Staten    |
| Frontier Airlines    | Verenigde Staten    |
| Hawaiian Airlines    | Verenigde Staten    |
| JetBlue Airways      | Verenigde Staten    |
| Lufthansa            | Duitsland           |
| Southwest Airlines   | Verenigde Staten    |
| Spirit Airlines      | Verenigde Staten    |
| Sun Country Airlines | Verenigde Staten    |
| United Airlines      | Verenigde Staten    |
| Vacation Express     | Verenigde Staten    |
| WestJet              | Canada              |